# Рівняння Больцмана
Рівняння Больцмана або кінетичне рівняння Больцмана — рівняння, що описує еволюцію розподілу частинок нерівноважної термодинамічної системи в просторі координат та за швидкостями.
Людвіг Больцман запропонував це рівняння для опису нерівноважних газів, але воно стало широко вживатися й для
електронного газу твердих тіл, оскільки дозволяє легко врахувати особливості квантової статистики Фермі — Дірака. Для просторово неоднорідної системи рівняння Больцмана дозволяє розраховувати процеси дифузії частинок. Для системи у зовнішніх полях рівняння Больцмана дозволяє визначити баланс між прискоренням частинок полями й дисипацією їхньої енергії під час зіткнень.

## Формулювання
Для опису нерівноважної термодинамічної системи вводиться залежна від часу t, просторових координат {\displaystyle \mathbf {r} } й швидкості частинок {\displaystyle \mathbf {v} } функція розподілу {\displaystyle f(t,\mathbf {r} ,\mathbf {v} )}, яка задає
ймовірність того, що частинка в момент часу t матиме перебуватиме в кубі з вершиною в точці {\displaystyle \mathbf {r} } і стороною {\displaystyle d\mathbf {r} }, а її швидкість буде в діапазоні від {\displaystyle \mathbf {v} } до
{\displaystyle d\mathbf {v} }. Для цієї функції справедливе рівняння:
{\displaystyle {\frac {\partial f}{\partial t}}+\mathbf {v} \cdot \nabla f+{\frac {\mathbf {F} }{m}}\cdot \nabla _{\mathbf {v} }f={\mathcal {J}}{\bigl \{}f{\bigr \}}},
де m — маса частинок, {\displaystyle \mathbf {F} } — сума зовнішніх сил, які діють на ці частинки.
Зміна функції розподілу, тобто ймовірності того, що частинка перебуватиме в околі певної точки й матиме певну швидкість, відбувається:
- завдяки вильоту частинки із об'єму;
- завдяки прискоренню чи сповільненню, викликаному дією зовнішніх сил;
- завдяки зіткненню із іншими частинками.

Член в правій частині рівняння Больцмана {\displaystyle {\mathcal {J}}{\bigl \{}f{\bigr \}}} описує зміну функції розподілу при зіткненнях і називається інтергралом зіткнень. При цьому детальна механіка розсіювання частинок не розглядається. Вважається, що при розсіюванні частинки миттєво міняють свої швидкості.
Рівняння Больцмана справедливе для полів, які не дуже швидко міняються в просторі. Вважається, що кожен елементрарний об'ємчик досить великий, щоб для нього можна було ввести функцію розподілу, але малий в порівнянні із характерною довжиною зміни зовнішніх полів.
Рівняння Больцмана нехтує узгодженим рухом частинок. Його справедливість обмежена газами, в яких зіткнення відбуваються не дуже часто. В випадку більших густин частинок застосовуються складніші рівняння, наприклад рівняння ББГКІ.

## Інтеграл зіткнень
Зіткнення між частинками призводить до зміни їхніх швидкостей. Якщо {\displaystyle W(\mathbf {v} ,\mathbf {v} ^{\prime })d^{3}v^{\prime }dt} задає імовірність розсіювання частинки із стану зі швидкістю {\displaystyle \mathbf {v} } у стан зі швидкістю {\displaystyle \mathbf {v} ^{\prime }}, то інтеграл зіткнень для класичних частинок записується у вигляді: {\displaystyle {\mathcal {J}}{\bigl \{}f{\bigr \}}=\int _{\mathbf {v} ^{\prime }}[f(t,\mathbf {r} ,\mathbf {v} ^{\prime })W(\mathbf {v} ^{\prime },\mathbf {v} )-f(t,\mathbf {r} ,\mathbf {v} )W(\mathbf {v} ,\mathbf {v} ^{\prime })]d^{3}v^{\prime }}.
У випадку квантового характеру статистики частинок цей вираз ускладнюється неможливістю двох частинок перебувати в стані
з однаковими квантовими числами, а тому потрібно враховувати неможливість розсіювання в зайняті стани.
Детальніші відомості з цієї теми ви можете знайти в статті Інтеграл зіткнень.
.

## Наближення часу релаксації (τ-наближення)
Рівняння Больцмана — складне інтегродиференціальне рівняння в часткових похідних. Окрім того, інтеграл зіткнень залежить від конкретної системи, від типу взаємодії між частинками та інших факторів. Знаходження загальних характеристик нерівноважних процесів — непроста справа.
Однак, відомо, що в стані термодинамічної рівноваги інтеграл зіткнень дорівнює нулю. Справді, в стані рівноваги в однорідній системі при відсутності зовнішніх полів усі похідні в лівій частині рівняння Больцмана дорівнюють нулю, тож інтеграл зіткнень теж повинен дорівнювати нулю.
При малих відхиленнях від рівноваги функцію розподілу можна подати у вигляді
{\displaystyle f=f_{0}+f_{1}\,},
де {\displaystyle f_{0}(\mathbf {v} )} — рівноважна функція розподілу, що залежить лише від швидкостей частинок і відома з термодинаміки, а {\displaystyle f_{1}} — невелике відхилення.
В цьому випадку можна розкласти інтеграл зіткнень у ряд Тейлора відносно функції {\displaystyle f_{1}}, і записати його у вигляді:
{\displaystyle -{\frac {f_{1}}{\tau }}=-{\frac {f-f_{0}}{\tau }}},
де τ — час релаксації. Таке наближення називається наближенням часу релаксації (або τ-наближенням).
Час релаксації, який входить у рівняння Больцмана залежить від швидкості частинок, а отже енергії. Час релаксації можна розрахувати для конкретної системи із конкретним процесами розсіювання частинок.
Рівняння Больцмана в наближенні часу релаксації записується у вигляді
{\displaystyle {\frac {\partial f}{\partial t}}+\mathbf {v} \cdot \nabla f+{\frac {\mathbf {F} }{m}}\cdot \nabla _{\mathbf {v} }f=-{\frac {f-f_{0}}{\tau }}}.

## Застосування
Рівняння Больцмана застосовують для опису плазми, в теорії твердого тіла тощо, всюди, де вивчаються транспортні явища: електропровідність, термоелектричні явища, дифузія, ефект Хола та ін.